# Decipher
Decipher — второй студийный альбом нидерландской симфо-метал-группы After Forever, выпущенный 27 мая 2001 года.

## Об альбоме
При записи Decipher использовались классические инструменты и хор. Это последний альбом группы, в записи которого принял участие Марк Янсен. После он покинул группу.
В 2003 году альбом был переиздан по всему миру ограниченным тиражом — 5000 экземпляров. Переиздание вышло в диджипаке, было снабжено стикером с новым оформлением и буклетом. Также в диск вошли два концертных бонус-трека. В 2023 году журнал Metal Hammer включил Decipher в свой топ-5 самых важных альбомов симфоник-метала.

## Список композиций
Вся музыка написана М. Янсен, С. Гомманс, Ф. Янсен, если не указано особо.
| №   | Название                                       | Текст песни | Музыка                                     | Длительность |
| --- | ---------------------------------------------- | ----------- | ------------------------------------------ | ------------ |
| 1.  | «Ex Cathedra: Ouverture»                       | М. Янсен    | С. Гомманс                                 | 2:02         |
| 2.  | «Monolith of Doubt»                            | Ф. Янсен    |                                            | 3:32         |
| 3.  | «My Pledge of Allegiance #1: The Sealed Fate»  | М. Янсен    |                                            | 6:24         |
| 4.  | «Emphasis»                                     | Ф. Янсен    |                                            | 4:20         |
| 5.  | «Intrinsic»                                    | Ф. Янсен    |                                            | 6:44         |
| 6.  | «Zenith»                                       | Ф. Янсен    | М. Янсен, С. Гомманс, А. Боргман, Ф. Янсен | 4:21         |
| 7.  | «Estranged: A Timeless Spell»                  | М. Янсен    |                                            | 6:56         |
| 8.  | «Imperfect Tenses»                             | Ф. Янсен    | М. Янсен, Ф. Янсен                         | 4:07         |
| 9.  | «My Pledge of Allegiance #2: The Tempted Fate» | М. Янсен    |                                            | 5:07         |
| 10. | «The Key»                                      | Ф. Янсен    |                                            | 4:48         |
| 11. | «Forlorn Hope»                                 | М. Янсен    |                                            | 6:25         |

Бонус-треки издания 2003 года
| №   | Название                                                | Длительность |
| --- | ------------------------------------------------------- | ------------ |
| 12. | «My Pledge of Allegiance No. 1 [Live @ 2 Metersessies]» | 6:28         |
| 13. | «Forlorn Hope [Live @ 2 Metersessies]»                  | 6:22         |

## Участники записи
| Группа - Флор Янсен — вокал - Марк Янсен — гитара, гроулинг - Сандер Гомманс — гитара - Люк ван Гервен — бас-гитара - Ландо ван Гилс — клавишные - Андре Боргман — клавишные, акустическая гитара Продакшн - Stephen van Haestregt — продюсер, инженер - Oscar Holleman — продюсер, микширование - Hans van Vuuren — исполнительный продюсер, координация и исследование - Peter van 't Riet — мастеринг | Приглашённые мызканты - Cees' Kieboom — пианино, клавишные - Ebred Reijen — скрипка (соло) - Noemi Bodden — скрипка - Janine Baller — альт - Carla Schrijner — виолончель - Roxanne Steffen — контрабас - Irma Kort — гобой (в композициях «Intrinsic» и «My Pledge of Allegiance #1») - Jack Pisters — ситар в композиции «My Pledge of Allegiance #2» - Rein Kolpa — вокал (тенор) в композиции «Imperfect Tenses» - Hans Cassa — вокал (хор — бас) - Caspar de Jonge — вокал (хор — тенор) - Marga Okhuizen — вокал (хор — альт) - Ellen Bakker — вокал (хор — сопрано) |